# سانت كيزيتو
سانت كيزيتو (St.Kizito) هي مدرسة ثانوية داخلية مختلطة في كينيا في منطقة اكيثي، مقاطعة ميرو. سميت على اسم القديس كيزيتو.

## الاغتصاب الجماعي والقتل
في 31 يوليو 1991، قُتِلَت 19 فتاة واغتُصِبَت 71 أخرى. بعد مزاعم حول رفضهن المشاركة في إضراب ينظمه الأولاد في المدرسة، قام الطلاب الأولاد بالأعتداء على سكن الطالبات، ومن هنا بدأت الفوضى. قام مدير المدرسة بإصدار تقارير أولية غاضبة تضمنت أن الأولاد لم يكن في نيتهم إيذاء الفتيات، و لكن «كانوا يريدون أغتصابهن فقط». أُغلقت المدرسة بعد الواقعة بسبب الغضب الدولي حول معاملة النساء في كينيا وبعض الدول الأفريقية الأخرى. سميت المدرسة لاحقاً بسانت سيبريان الثانوية.